# Vanda thwaitesii
Vanda thwaitesii là một loài thực vật có hoa trong họ Lan. Loài này được Hook.f. miêu tả khoa học đầu tiên năm 1898.